# Strombeek-Bever
Strombeek-Bever – dzielnica (deelgemeente) gminy Grimbergen w Belgii, w Regionie Flamandzkim, w prowincji Brabancja Flamandzka, w okręgu Halle-Vilvoorde. 1 stycznia 2020 roku liczyła 13 964 mieszkańców. Do 31 grudnia 1976 samodzielna gmina.

## Demografia
Liczba mieszkańców, stan na 1 stycznia:
| Rok                | 1900 | 1930 | 1970   | 2020   |
| ------------------ | ---- | ---- | ------ | ------ |
| Liczba mieszkańców | 1664 | 4399 | 11 233 | 13 964 |